# Rwanda jezik

Rwanda jezik (ikinyarwanda, kinyarwanda, orunyarwanda, ruanda, urunyaruanda; ISO 639-3: kin), nigersko-kongoanski jezik centralne bantu skupine, kojim govori 7 504 900 ljudi, poglavito u Ruandi (6 490 000; 1998), a ostali u Ugandi (764 000; 2002 popis) i 250 000 (UBS) u Demokratskoj Republici Kongo, u provinciji Nord-Kivu. 
Jezik ima nekoliko dijalekata: igikiga (kiga, tshiga), bufumbwa, hutu (lera, ululera, hera, ndara, shobyo, tshogo, ndogo) i rutwa (twa) u Ruandi; bwisha (kinyabwisha), mulenge (kinyamulenge) i twa u Demokratskoj Republici kongo; dijalekt rufumbira (448 000) iz Ugande je možda poseban jezik,a twa je u Ugandi izumro.
Etnički Rwande su samo Bahutu ili Hutu, a zbog jezika su u njih svrstani i Tutsi kojima su Hutui plaćali zaštitu (od pljački), i sakupljački pigmeji Twa ili Batwa, kojih je u ratu 1994. možda 75% pobijeno.
Rwandski s još pet drugih jezika čini podskupinu Rwanda-Rundi (J.60). U Ruandi je službeni.

## Vanjske poveznice
- wikipedija na rwanda jeziku
- Ethnologue (14th)[neaktivna poveznica]
- Ethnologue (15th)[neaktivna poveznica]
- Ethnologue (16th)